# Liste der Ortschaften im Bezirk Lienz
Die Liste der Ortschaften im Bezirk Lienz enthält alle 33 Gemeinden und ihre zugehörigen Ortschaften im Tiroler Bezirk Lienz. (Einwohnerzahlen in Klammern vom 1. Jänner 2024).
Kursive Gemeindenamen sind keine Ortschaften, in Klammern der Status Markt bzw. Stadt. Die Angaben erfolgen im offiziellen Gemeinde- bzw. Ortschaftsnamen, wie von der Statistik Austria geführt.
- Abfaltersbach (640)
- Ainet (778)
  - Alkus (40)
  - Gwabl (95)

- Amlach (531)
- Anras (345)
  - Asch (148)
  - Erlbrücke (48)
  - Gebreite (21)
  - Goll (47)
  - Kobreil (10)
  - Köden (10)
  - Kollreid (0)
  - Kolls (14)
  - Lehen (3)
  - Mairwiesen (22)
  - Margarethenbrücke (38)
  - Mittewald (155)
  - Oberried (81)
  - Planitzen (10)
  - Rain (51)
  - Raut (25)
  - Unterried (112)
  - Wiesen (21)
  - Winkl (49)

- Assling
  - Bannberg (122)
  - Bichl (48)
  - Burg (48)
  - Dörfl (40)
  - Herol (11)
  - Klausen (35)
  - Kosten (63)
  - Mittewald (198)
  - Oberassling (182)
  - Oberthal (98)
  - Penzendorf (81)
  - Schrottendorf (64)
  - St. Justina (29)
  - Thal-Aue (311)
  - Thal-Römerweg (85)
  - Thal-Wilfern (108)
  - Unterassling (194)
  - Vergein (30)

- Außervillgraten (729)
- Dölsach (1031)
  - Gödnach (423)
  - Göriach (201)
  - Görtschach (236)
  - Stribach (418)

- Gaimberg
  - Obergaimberg (428)
  - Untergaimberg (443)

- Heinfels
  - Panzendorf (769)
  - Tessenberg (60)

- Hopfgarten in Defereggen (233)
  - Dölach (125)
  - Hof (60)
  - Lerch (50)
  - Plon (145)
  - Rajach (28)
  - Ratzell (22)

- Innervillgraten (895)
- Iselsberg-Stronach
  - Iselsberg (467)
  - Stronach (143)

- Kals am Großglockner
  - Arnig (29)
  - Burg (90)
  - Glor-Berg (57)
  - Großdorf (247)
  - Ködnitz (131)
  - Lana (85)
  - Lesach (163)
  - Oberpeischlach (101)
  - Staniska (85)
  - Unterburg (20)
  - Unterpeischlach (165)

- Kartitsch (717)
  - Hollbruck (44)

- Lavant (357)
- Leisach (536)
  - Burgfrieden (75)
  - Leisach-Gries (110)

- Lienz (Stadt) (11.757)
  - Patriasdorf (282)

- Matrei in Osttirol (Markt) (2515)
  - Berg (35)
  - Bichl (210)
  - Feld (48)
  - Ganz (111)
  - Glanz (71)
  - Gruben (19)
  - Hinterburg (205)
  - Hinteregg (9)
  - Huben (163)
  - Kaltenhaus (102)
  - Kienburg (84)
  - Klaunz (134)
  - Klausen (50)
  - Mattersberg (74)
  - Moos (126)
  - Proßegg (176)
  - Raneburg (14)
  - Seblas (91)
  - Tauer (5)
  - Waier (199)
  - Zedlach (153)

- Nikolsdorf (576)
  - Damer (17)
  - Lengberg (116)
  - Lindsberg (19)
  - Michelsberg (11)
  - Nörsach (126)
  - Plone (8)

Nußdorf-Debant (Markt)
- - Debant (2518)
  - Debanttal (18)
  - Nußdorf (762)
  - Nußdorfer Berg (89)

- Oberlienz (894)
  - Glanz (104)
  - Oberdrum (489)

- Obertilliach (453)
  - Bergen (115)
  - Leiten (36)
  - Rodarm (59)

- Prägraten am Großvenediger
  - Bichl (60)
  - Bobojach (94)
  - Hinterbichl (123)
  - St. Andrä (601)
  - Wallhorn (257)

- St. Jakob in Defereggen
  - Außerrotte (117)
  - Feistritz (51)
  - Innerrotte (133)
  - Oberrotte (242)
  - Unterrotte (272)

- St. Johann im Walde  (298)
- St. Veit in Defereggen
  - Bruggen (228)
  - Gassen (8)
  - Görtschach (112)
  - Gritzen (85)
  - Gsaritzen (118)
  - Moos (72)

- Schlaiten (472)
- Sillian (Markt) (1598)
  - Arnbach (292)
  - Sillianberg (139)

- Strassen (801)
- Thurn (291)
  - Oberdorf (114)
  - Prappernitze (50)
  - Zauche (180)
  - Zettersfeld (6)

- Tristach (1503)
- Untertilliach (216)
- Virgen (1161)
  - Göriach (139)
  - Mellitz (82)
  - Mitteldorf (205)
  - Niedermauern (204)
  - Obermauern (322)
  - Welzelach (87)